# Amparo Jiménez López
Amparo Jiménez López, más conocida como Ampi (Arahal, 12 de marzo de 1986) es una exjugadora de fútbol sala española. Jugaba de ala y su último equipo fue el Montesilvano de la Primera División femenina de fútbol sala de Italia. En el año 2012 y 2013 estuvo nominada como mejor jugadora del mundo, finalizando en cuarta posición en el año 2012.

## Trayectoria
Comenzó jugando en un club de Arahal, hasta que en la temporada 2003-04 ficha por el Cajasur Córdoba, donde permaneció siete años y ganó dos ligas. En la temporada 2010-11 su fue a jugar al Ponte Ourense donde permaneció dos temporadas, para después dar el salto a Italia en el Ternana durante dos años. Fichó por el Montesilvano en el año 2014.

## Selección nacional
En el año 2006 fue llamada a jugar con la selección española por primera vez. En el año 2018 jugó la fase de clasificación para el primera Eurocopa, y en 2019 participó en la Eurocopa de Portugal donde se proclamó campeona.

## Estadísticas

### Clubes
Actualizado al último partido jugado el 7 de octubre de 2019.
| Club | Div.          | Temporada     | Liga  | Liga  | Liga       | Liga      | Copas nacionales(1) | Copas nacionales(1) | Copas nacionales(1) | Copas nacionales(1) | Torneos internacionales(2) | Torneos internacionales(2) | Torneos internacionales(2) | Torneos internacionales(2) | Total(3) | Total(3) | Total(3)   | Total(3)  |
| Club | Div.          | Temporada     | Part. | Goles | Amonestado | Expulsado | Part.               | Goles               | Amonestado          | Expulsado           | Part.                      | Goles                      | Amonestado                 | Expulsado                  | Part.    | Goles    | Amonestado | Expulsado |
| --- | ------------- | ------------- | ----- | ----- | ---------- | --------- | ------------------- | ------------------- | ------------------- | ------------------- | -------------------------- | -------------------------- | -------------------------- | -------------------------- | -------- | -------- | ---------- | --------- |
| Cajasur Córdoba · España |               |               |       |       |            |           |                     |                     |                     |                     |                            |                            |                            |                            |          |          |            |           |
| 1.ª . |               |               |       |       |            |           |                     |                     |                     |                     |                            |                            |                            |                            |          |          |            |           |
| 2003-04 |               | -             | -     | -     | -          | -         | -                   | -                   | -                   | -                   | -                          | -                          |                            | -                          | -        | -        |            |           |
| 2004-05 |               | -             | -     | -     | -          | -         | -                   | -                   | -                   | -                   | -                          | -                          |                            | -                          | -        | -        |            |           |
| 1.ª |               |               |       |       |            |           |                     |                     |                     |                     |                            |                            |                            |                            |          |          |            |           |
| 2005-06 |               | -             | -     | -     | -          | -         | -                   | -                   | -                   | -                   | -                          | -                          |                            | -                          | -        | -        |            |           |
| 2006-07 |               | -             | -     | -     | -          | -         | -                   | -                   | -                   | -                   | -                          | -                          |                            | -                          | -        | -        |            |           |
| 2007-08 | 29            | 38            | 6     | 0     | 1          | 1         | 0                   | 0                   | -                   | -                   | -                          | -                          | 30                         | 39                         | 6        | 0        |            |           |
| 2008-09 | 29            | 37            | 8     | 0     | 1          | 1         | 2                   | 0                   | -                   | -                   | -                          | -                          | 30                         | 38                         | 10       | 0        |            |           |
| 2009-10 | 32            | 54            | 3     | 0     | 3          | 0         | 0                   | 0                   | -                   | -                   | -                          | -                          | 35                         | 54                         | 3        | 0        |            |           |
| Total club | Total club    | 90            | 129   | 17    | 0          | 5         | 2                   | 2                   | 0                   | -                   | -                          | -                          | -                          | 95                         | 131      | 19       | 0          |           |
| Ponte Ourense · España |               |               |       |       |            |           |                     |                     |                     |                     |                            |                            |                            |                            |          |          |            |           |
| 1.ª |               |               |       |       |            |           |                     |                     |                     |                     |                            |                            |                            |                            |          |          |            |           |
| 2010-11* | 19            | 32            | 7     | 0     | 1          | 0         | 0                   | 0                   | -                   | -                   | -                          | -                          | 20                         | 32                         | 7        | 0        |            |           |
| 2011-12 | 30            | 38            | 4     | 0     | 3          | 3         | 0                   | 0                   | -                   | -                   | -                          | -                          | 33                         | 41                         | 4        | 0        |            |           |
| Total club | Total club    | 49            | 70    | 11    | 0          | 4         | 3                   | 0                   | 0                   | -                   | -                          | -                          | -                          | 53                         | 73       | 11       | 0          |           |
| ASD Ternana Futsal · Italia |               |               |       |       |            |           |                     |                     |                     |                     |                            |                            |                            |                            |          |          |            |           |
| 1.ª |               |               |       |       |            |           |                     |                     |                     |                     |                            |                            |                            |                            |          |          |            |           |
| 2012-13 |               | -             | -     | -     | -          | -         | -                   | -                   | -                   | -                   | -                          | -                          |                            | -                          | -        | -        |            |           |
| 2013-14 |               | -             | -     | -     | -          | -         | -                   | -                   | -                   | -                   | -                          | -                          |                            | -                          | -        | -        |            |           |
| Total club | Total club    | -             | -     | -     | -          | -         | -                   | -                   | -                   | -                   | -                          | -                          | -                          | -                          | -        | -        | -          |           |
| ASDC Montesilvano · Italia |               |               |       |       |            |           |                     |                     |                     |                     |                            |                            |                            |                            |          |          |            |           |
| 1.ª |               |               |       |       |            |           |                     |                     |                     |                     |                            |                            |                            |                            |          |          |            |           |
| 2014-15 |               | -             | -     | -     | -          | -         | -                   | -                   | -                   | -                   | -                          | -                          |                            | -                          | -        | -        |            |           |
| 2015-16 |               | -             | -     | -     | -          | -         | -                   | -                   | -                   | -                   | -                          | -                          |                            | -                          | -        | -        |            |           |
| 2016-17 | 28            | 37            | 5     | 0     | 2          | 0         | 1                   | 0                   | 3                   | 1                   | 0                          | 0                          | 33                         | 38                         | 6        | 0        |            |           |
| 2017-18 | 32            | 33            | 1     | 0     | 5          | 6         | 1                   | 0                   | -                   | -                   | -                          | -                          | 37                         | 39                         | 2        | 0        |            |           |
| 2018-19 | 31            | 32            | 9     | 0     | 3          | 4         | 0                   | 0                   | -                   | -                   | -                          | -                          | 34                         | 36                         | 9        | 0        |            |           |
| 2019-20 | 2             | 0             | 0     | 0     | -          | -         | -                   | -                   | -                   | -                   | -                          | -                          | 2                          | 0                          | 0        | 0        |            |           |
| Total club | Total club    | -             | -     | -     | -          | -         | -                   | -                   | -                   | -                   | -                          | -                          | -                          | -                          | -        | -        | -          |           |
| Total carrera | Total carrera | Total carrera |       | -     | -          | -         | -                   | -                   | -                   | -                   | -                          | -                          | -                          | -                          | -        | -        | -          | -         |
| (1) Incluye datos de Copa / Supercopa. (2) Incluye datos de Campeonato de Europa de Clubes. (3) No incluye datos de partidos amistosos. |               |               |       |       |            |           |                     |                     |                     |                     |                            |                            |                            |                            |          |          |            |           |

Nota: En la temporada 2010-11 faltan por comprobar 9 jornadas

## Palmarés y distinciones
- Eurocopa:

 2019
- Liga española: 3

2008-09, 2009-10 y 2010-11
- Supercopa de España: 2

2009, 2011
- Liga italiana: 2

2015-16, 2020-21
- Copa italiana: 1

2018
- Supercopa de Italia: 2

2016, 2018
- Coppa della Divisione: 1

2020